# سائوبر موتوراسپورت
سائوبر موتوراسپورت آگ (انگلیسی: Sauber Motorsport AG) یک شرکت مهندسی ورزش‌های موتوری مستقر در سوئیس است. این شرکت در سال ۱۹۷۰ (با نام پی‌پی سائوبر آگ (انگلیسی: PP Sauber AG)) توسط پیتر سائوبر تأسیس شد. در سال ۲۰۱۹، در پی یک قرارداد حمایت مالی، شرکت سائوبر پس از ادارهٔ تیم با نام خود از فصل ۱۹۹۳ تا ۲۰۱۸، نام تیم مسابقهٔ خود در فرمول یک را به آلفا رومئو ریسینگ تغییر داد.
تیم سائوبر که تا سال ۲۰۰۵ در هیچ مسابقه‌ای پیروز نشده‌بود، در آن سال به شرکت ب‌ام‌و واگذار شد و از فصل ۲۰۰۶ تا ۲۰۰۹ تحت نام ب‌ام‌و سائوبر در این مسابقات شرکت کرد و یک پیروزی نیز کسب کرد. در پایان فصل ۲۰۰۹، ب‌ام‌و از مسابقات فرمول یک کنار کشید و این تیم پس از چند ماه دوباره به پیتر سائوبر فروخته‌شد و موفق شد مجوز ورود به مسابقات فصل ۲۰۱۰ را اخذ کند. به دلیل مشکلات ناشی از پیمان کنکورد، این تیم در فصل ۲۰۱۰ نیز با نام «ب‌ام‌و سائوبر» در مسابقات حضور یافت. پیتر سائوبر در مارس ۲۰۱۰ اعلام کرد که برنامه‌هایی برای تغییر نام تیم در طول فصل وجود دارد؛ اما فیا اعلام کرد که این تیم باید برای تغییر نام خود تا پایان فصل منتظر بماند. در ابتدای فصل ۲۰۱۱ این تیم عنوان ب‌ام‌و را از نام خود حذف کرد.
پیتر سائوبر تا اواسط فصل ۲۰۱۶ ۶۶٫۶٪ از سهام این تیم را در اختیار داشت و باقی سهام تیم نیز در اختیار مدیر عامل وقت تیم، مونیشا کالتربورن قرار داشت. کالتربورن از زمان کنار کشیدن شرکت ب‌ام‌و یکی از افراد مهم در رهبری تیم محسوب می‌شد. تیم سائوبر در طول فصل ۲۰۱۶ به شرکت سرمایه‌گذاری سوئیسی لانگ‌بو فایننس اس.ای. فروخته‌شد و پاسکال پیچی به‌عنوان رئیس هیئت مدیره و مدیر تیم جایگزین پیتر سائوبر شد.